# Mimetanthe
Mimetanthe es un género con una especie, Mimetanthe pilosa, de plantas de flores perteneciente a la familia Scrophulariaceae. 

## Especies seleccionadas
- Mimetanthe pilosa

- Datos: Q10330166
- Multimedia: Mimulus pilosus / Q10330166
- Especies: Mimetanthe